# SV 호른
SV 호른(독일어: Sportverein Horn)은 오스트리아 호른에 위치한 축구 클럽이다. 2017년 현재 오스트리아 3부 리그 오스트리아 레기오날리가에 참가하고 있다.
2015년 6월 8일 일본의 유명 축구 선수 혼다 게이스케의 매니지먼트사 "혼다 ESTILO"에 의해 구단의 지분 49%를 매수되었다.

## 선수 명단

### 현역
- 메이슨 렉싱턴 저지
- 사미 베하보비치

## 역대 감독
| 감독          | 임기        |
| ------------- | ----------- |
| 카르스텐 양커 | 2017 ~ 2018 |